# یواس‌اس اکشن (پی‌جی-۸۶)
یواس‌اس اکشن (پی‌جی-۸۶) (به انگلیسی: USS Action (PG-86)) یک کشتی بود که طول آن ۲۰۵ فوت (۶۲ متر) بود. این کشتی در سال ۱۹۴۲ ساخته شد.